# سید محمدتقی خوانساری
سیّد محمّدتقی موسوی خوانساری (زادهٔ اردیبهشت ۱۲۶۷ در خوانسار – درگذشتهٔ ۷ شهریور ۱۳۳۱ در همدان) از فقهای قرن چهاردهم هجری  و از مطرح‌ترین شاگردان آخوند خراسانی و سید محمد کاظم طباطبایی بود. وی نماز جمعه را در قم اقامه می‌نمود.

## تبار
سیّد محمّدتقی خوانساری فرزندِ سیّد اسدالله فرزندِ سیّد حسین فرزندِ سید ابوالقاسم خوانساری (میرصغیر) فرزند سید حسین فرزند سید ابوالقاسم خوانساری (میرکبیر) فرزند سید حسین فرزند میرزا قاسم فرزند محب‌الله از نوادگان سید صالح قصیر و او نیز از نوادگان عبدالله العوکلانی بن موسی بن جعفر است.

## خویشاوندان سرشناس
سید محمدتقی غضنفری، سید احمد خوانساری، سید محمدرضا گلپایگانی، سید ضیاءالدین خوانساری، سید محمد مهدی کاظمینی خوانساری و سید محمد علی روضاتی خوانساری از عموزاده‌های مطرح وی می‌باشند.  

## تحصیلات مقدماتی
سید محمدتقی اسدی خوانساری در سال ۱۲۶۷ شمسی در خوانسار متولد شد، وی در حدود هفت سالگی وارد مکتب شد و قرائت قرآن و خوش نویسی را به خوبی آموخت. سپس در درس سید محمود ابن الرضا خوانساری حاضر شد و دروس مقدماتی حوزه را فرا گرفت. در این مدت با سید محمدتقی غضنفری و موسی نجفی خوانساری هم مباحثه بود. 

## مهاجرت به اصفهان
سید محمدتقی غضنفری (امام جمعه خوانسار) در خاطرات خود علت مهاجرت سید محمد تقی خوانساری را به اصفهان اینگونه بیان نموده است:
«  بنده با آیت الله سید محمدتقی خوانساری از دوران کودکی و نوجوانی، دوست و رفیق بودم و همیشه با ایشان در رفت و آمد بودیم، لازم به ذکر است که ایشان و بنده، مادر خود را از دست داده بودیم و زن پدر داشتیم، هر زمان که آقا سید محمد تقی وارد بر منزل ما می شد، زن پدر بنده با کمال خوش رویی و مهربانی از ایشان پذیرایی می نمود، اما بنده به علت اخلاق خاص زن پدر ایشان کمتر به منزلشان می رفتم و نوعا ایشان به منزل ما می آمدند، بعد از دوران مکتب و در اوایل نوجوانی در خوانسار در مجلس درس آیت الله حاج سید محمود ابن الرضا حاضر شدیم و از مباحث ایشان استفاده می بردیم، تا اینکه یک روز در هنگام مباحثه، آقا سید محمد تقی فرمود امروز زن پدر ما نیست و شما مهمان ما هستید، بعد از درس، بنده به منزلشان رفتم و ایشان پذیرایی و محبت فراوانی نسبت به بنده داشتند. بعد از چند روز ایشان را در مجلس درس استاد مشاهده ننمودیم و همه دوستان بخصوص استادمان از این موضوع متعجب بودند، بعد از مدتی نامه ای از ایشان به دستمان رسید، حاکی از اینکه به جهت تحصیل به اصفهان مهاجرت و از راه خوش خطی بخصوص کتابت قرآن کریم، امرار معاش می نمودند. »
- سید محمدتقی خوانساری، سید محمدتقی غضنفری، سید احمد خوانساری، سید مصطفی صفایی خوانساری، سید محمدمهدی غضنفری خوانساری و موسی نجفی خوانساری از جمله افراد مطرحی هستند که در خوانسار از درس سید محمود ابن الرضا خوانساری استفاده می‌نمودند.[۳][۶]

## تحصلات حوزه
بعد از گذشت چند سال تحصیل در اصفهان، رهسپار نجف شد و در دروس آخوند خراسانی، سید محمدکاظم طباطبایی یزدی، آقا ضیاءالدین عراقی، میرزای نائینی، سید حسین بروجردی و علی قوچانی حضور یافت. در نجف با عموزاده اش سید احمد خوانساری هم بحث و هم حجره بود.
آقا ضیاءالدین عراقی بارها در مقام شاگرد خود گفته بود:
حفظ مقام و نگهداری شئونات آقای خوانساری را مانند علمای متاخر بر خود فرض می‌دانم
هنگامی که به ایران بازگشت، آقا ضیاءالدین عراقی اجازه اجتهاد هم برایش فرستاد.

## شرکت در جنگ و اسارت
با شروع جنگ جهانی، عثمانی‌ها نیز با آلمان متحد بودند، علیه متفقین وارد این جنگ شدند؛ به همین دلیل کشور عثمانی هم مورد هجوم نیروهای انگلیس قرار گرفت و بصره و مناطق اطراف آن به تصرف متفقین درآمد. این شکست باعث شد دولت عثمانی از آلمان درخواست کمک کند. در این هنگام جمع بسیاری از مراجع فتوای جهاد دادند و سید محمدتقی خوانساری نیز کرسی درس و تحقیق را رها کرد و راهی جهاد شد و در کنار هم‌درسان خود از جمله سید ابوالقاسم کاشانی و بختیاری‌زاده مستقر گشت. با اشغال بغداد که مقارن با پیروزی‌های دیگر متفقین بود، پایان جهاد فرارسید.
دستگیری‌ها آغاز شد و سید محمدتقی خوانساری نیز توسط نیروی انگلیس دستگیر شد و به همراه چهارصد تن دیگر از اسراء به جزیره سنگاپور برده شدند. در آن محیط خشن سید محمدتقی خوانساری به تلاش علمی روی آورد، او علاوه بر تدریس منطق و حکمت، خود نیز به آموختن پرداخت و توانست زبان انگلیسی را از یک هندی بیاموزد.

زندانبانان در زندان قصد جان ایشان را کردند او خود در این باره گفته است:
«روزی همه به بیرون رفته بودند و من تنها بودم. زندانبانان حیوانی وحشی را از آن دم در بر درون زندان ول کردند. حیوان جستی زد و بسرعت به طرف من آمد. خیلی نزدیک شد اما کاری به من نداشت. به دم دررفت و دو مرتبه برگشت. چند دفعه این کار را انجام داد ولی کاری با من نکرد.»

## مرجعیت
پس از رهایی از چهار سال در اسارت، ایشان به شهر خوانسار بازگشتند. پس از آن به حوزه سلطان آباد اراک مهاجرت کرده و در دروس عبدالکریم حائری شرکت کرده و خود نیز جداگانه به تدریس فقه، اصول و حکمت پرداخت. دیری نگذشت که او توجه عبدالکریم حائری را به خود برانگیخت. سید محمدتقی خوانساری در زمره یاران نزدیک و مشاوران برجسته (هیئت استفتایی) عبدالکریم حائری قرار گرفت.
ایشان در پی این نزدیکیها نقش ‍ برجسته‌ای در شکل‌گیری حوزه علمیه قم ایفا کرد و مشوقی در هجرت عبدالکریم حائری به قم بود. پس از فوت عبدالکریم حائری با تلاش و پیگیری محمد صدوقی و مجتبی عراقی و تنی چند از دوستانشان در پاگیری مرجعیت ایشان تلاش ورزیدند، درس خارج برای ایشان تدارک گردید و قرار شد ادامه درس استادش حائری را بگوید. رفته رفته ایشان مورد اقبال جامعه ایرانی قرار گرفت و با طرح جواز رجوع در مسائل احتیاطی به ایشان از طرف سید ابوالحسن اصفهانی دامنه مرجعیت او گسترش یافت.

## نگهداری از حوزه
سید محمدتقی خوانساری در شرائط بحرانی و حساس پس از درگذشت عبدالکریم حائری در سال ۱۳۱۵ شمسی (۱۳۵۵ قمری) که کوچک‌ترین غفلت و بی‌توجهی موجب از هم پاشیدن حوزه نوبنیاد حائری می‌گشت و دشمنان داخلی و خارجی تلاش در این امر حساس داشتند، به همراه سید محمد حجت و سید صدرالدین صدر، با مجاهدات و تلاش‌های خداپسندانه در حفظ و نگهداری این یادگار کوشیدند. این سه تن به عنوان مراجع ثلاث شناخته شدند و تا ورود سید حسین بروجردی در سال ۱۳۲۳ شمسی و در کنار و همراه او نیز به انجام این امر مهم ادامه دادند و در این باره لحظه‌ای را به غفلت و تسامح نگذراندند.

## برقراری نماز جمعه
سید محمدتقی خوانساری در مورد نمازش چنین گفت:
در نماز که می‌ایستم مثل این است که با خدا شفاهی صحبت می‌کنم و انگار رخ به رخ هستم
در حوالی سال  ۱۳۱۴  شمسی بعد از سالیان سال که نماز جمعه متروک و مهجور مانده بود،  سید محمدتقی غضنفری خوانساری (فقیه شیعه و بنیان گذار نماز جمعه در دوره معاصر) در خوانسار شروع به اقامه نماز جمعه کرد، و پس از آن در حدود سال  ۱۳۱۸  شمسی و بعد از تجربه اقامه نماز جمعه در خوانسار و واکنش فقها و مردم نسبت به اقامه آن و همچنین تدریس بحث صلاة جمعه و عیدین توسط سید محمدتقی خوانساری در حوزه علمیه قم، از سوی وی در مدرسه فیضیه نماز جمعه بپا شد، بعدها که مدرسه فیضیه گنجایش جمعیت را نداشت مکان نماز به مسجد «امام حسن عسکری» انتقال یافت. برگزاری این نماز چنان تأثیرگذار شد که به دنبال آن در بیشتر شهرها نماز جمعه جانی تازه گرفت.

## نماز باران
در بهار سال  ۱۳۲۳  خورشیدی در هنگام حضور متفقین در ایران، به دلیل عدم بارش باران، زمین‌های مساعد اطراف قم که به صورت دیم کشت می‌شد دچار خشکسالی شده بود، مردم قم که چاره‌ای جز خواندن نماز باران ندیدند به سراغ آقایان حجت، صدر و خوانساری رفتند که دو نفر اول در پاسخ مردم گفتند " اگر شما وظیفه‌های شرعی خود را بجا آورید، آسمان و زمین دستهایشان بر شما گشوده خواهد بود ."
- مرتبه اول :

در روز جمعه و پس از گرفتن سه روز روزه، جمعیتی انبوه با پای برهنه از گوشه و کنار شهر و حتی خارج از شهر، روانه صحرای خاک فرج شدند و در جوار امامزاده احمد، که در نیم کیلومتری شهر قرار داشت و مصلای آن محسوب می‌شد نماز باران را به امامت سید محمد تقی اسدی خوانساری اقامه نمودند، جمعیت بیش از بیست هزار نفر بود، آن روز نماز خوانده شد اما بارانی نیامد.
- مرتبه دوم :

چند روز بعد سید محمدتقی خوانساری برای مرتبه دوم همراه با عموزاده اش سید احمد خوانساری (از مراجع تقلید وقت) و سید محمدرضا گلپایگانی و عده ای از خواص شاگردانش از جمله:
- محمد علی اراکی
- سید رضا بهاءالدینی
- سید مصطفی صفایی خوانساری
- سید محمدمهدی غضنفری خوانساری
- سید عزالدین حسینی زنجانی
- محمد تقی جعفری
- سید موسی شبیری زنجانی
- سید ابوالحسن مولانا
- سید ابراهیم خسروشاهی
- غلامعلی حاج شریفی خوانساری
- سید ابوالفضل میرمحمدی
- جعفری تبریزی، رسولی، صحفی و…

در باغهای پشت قبرستان نو (حاج شیخ عبدالکریم) نماز باران خواندند. گزارش هواشناسان غربی که در پادگان خاک فرج بودند، گویای این بود که بارشی روی نخواهد داد. اما بر خلاف این پیش بینی و با توجه به نَقل منابع مختلف از جمله، خاطرت سید مهدی غضنفری خوانساری از فقهای معاصر در کتاب جواهرالعلوم و همچنین خاطرات سید موسی شبیری زنجانی و دیگر افراد که خود در این مراسم حضور داشتند، طی چند روز متوالی، بارانی شدید بارید. همچنین تعدادی از  نویسندگان و شاعران معاصر در کتاب های خود این واقعه را ذکر کرده اند.

آقای رسولی در خاطره خود می‌گوید:
آن روز گذشت و ما مطابق معمول به نماز جماعت آیه الله خوانساری در مدرسه فیضیه رفتیم. اکنون یادم نیست که به چه مناسبتی شبها در مدرسه فیضیه بعد از نماز جلسه روضه خوانی و سخنرانی بود. حاج محمدتقی اشراقی به منبر رفت و هنوز اوایل سخنرانی ایشان بود که باران شروع شد … آن شب باران مفصلی آمد.

## سفر به خوانسار
آیت‌الله خوانساری، بنا به دعوت مردم و علمای خوانسار بخصوص عموزاده و دوست دیرینه اش  میرزا سید محمدتقی غضنفری  و همچنین  سید حسین علوی  و  سید محمد علی ابن الرضا، همراه با  سید احمد خوانساری  در تابستان سال  ۱۳۲۶  شمسی برابر با رمضان المبارک  ۱۳۶۶  قمری به صورت رسمی وارد شهر خوانسار شد. مردم منطقه بخصوص خوانسار همه شهر را آذین نمودند، عامه مردم تا شهر خمین به پیشواز رفتند و هنگام ورود وی، استقبال بی نظیری از سوی علما و مردم صورت پذیرفت که در تاریخ شهر خوانسار ثبت شد. سید محمد تقی خوانساری، در این مدت در منزل سید محمد باقر مصطفوی خوانساری (جد امی حسین انصاریان) که دارای امکانات کافی جهت مراجعین بود، اقامت داشت.
در مدت حضور وی در خوانسار، همه مردم بخصوص علما و تجار خوانسار برای دیدار و دعوت از ايشان از یکدیگر سبقت می گرفتند. 

### اقامه نماز جمعه در خوانسار
در طول مدت اقامت سید محمد تقی خوانساری در شهر خوانسار، سید محمدتقی غضنفری (امام جمعه خوانسار) اقامه نماز جمعه را به وی واگذار نمود و اقامه این نماز با شکوه و با عظمت و همچنین بی ریایی و نداشتن حب دنیا میان علماء، بعنوان یکی از خاطرات به یاد ماندنی در اذهان عموم مردم قرار دارد.

## حج نمونه
تا سال  ۱۳۲۸  ، مدت هفت سال بود که مردم ایران از حج محروم بودند، طبعاً در حج آن سال حضور روحانیون بسیار پررنگ می‌نمود. . سید محمدتقی خوانساری هم به دعوت یکی از بازاریان تهران به این کاروان پیوست. زمانی که جمعی از شیعیان از او تقاضای برپایی جماعت نمودند، او بی‌اعتنا به درخواست ایشان، به نماز جماعت مسلمانان اهل سنت رفت.
در آن حج هیئتی از علمای مصر به سرپرستی حسن البناء، مرشد عام جمعیت اخوان‌المسلمین حضور داشتند که در نتیجه صحبت هایی که بین سید محمدتقی خوانساری و علمای مصر اتفاق افتاد منجر به تفاهم بیشتر و در پاسخ آن خطبای مصری هم با او، همصدا گردیدند.

## فتواها

### ملی شدن صنعت نفت
در هنگام برگزاری انتخابات مجلس هفدهم که پس از پیروزی نهضت ملی انجام گرفت، ایشان بار دیگر به یاری رهبری نهضت سید ابوالقاسم کاشانی شتافت و در فتوایی مهم شرکت در انتخابات را ادای وظیفه شرعی دانست و سستی در این راه را عملی مسؤولیت آفرین در پیشگاه خدا قلمداد نمود. انتشار این فتوا، تأثیر بسزایی در انتخابات مزبور گذاشت؛ و در تهران تأثیر آن شگفت آورتر بود.

### مبارزه با کشف حجاب
سید محمدتقی خوانساری همگام با حسین قمی، پیشگام مبارزه علیه کشف حجاب، در این مبارزه شرکت نمود.

### مبارزه با اشغال فلسطین
سید محمدتقی خوانساری با فریاد سید ابوالقاسم کاشانی همنوا بود. او در فتوایی فداکاری و کمک مسلمانان را در قضیه فلسطین واجب شمرد.

## درگذشت

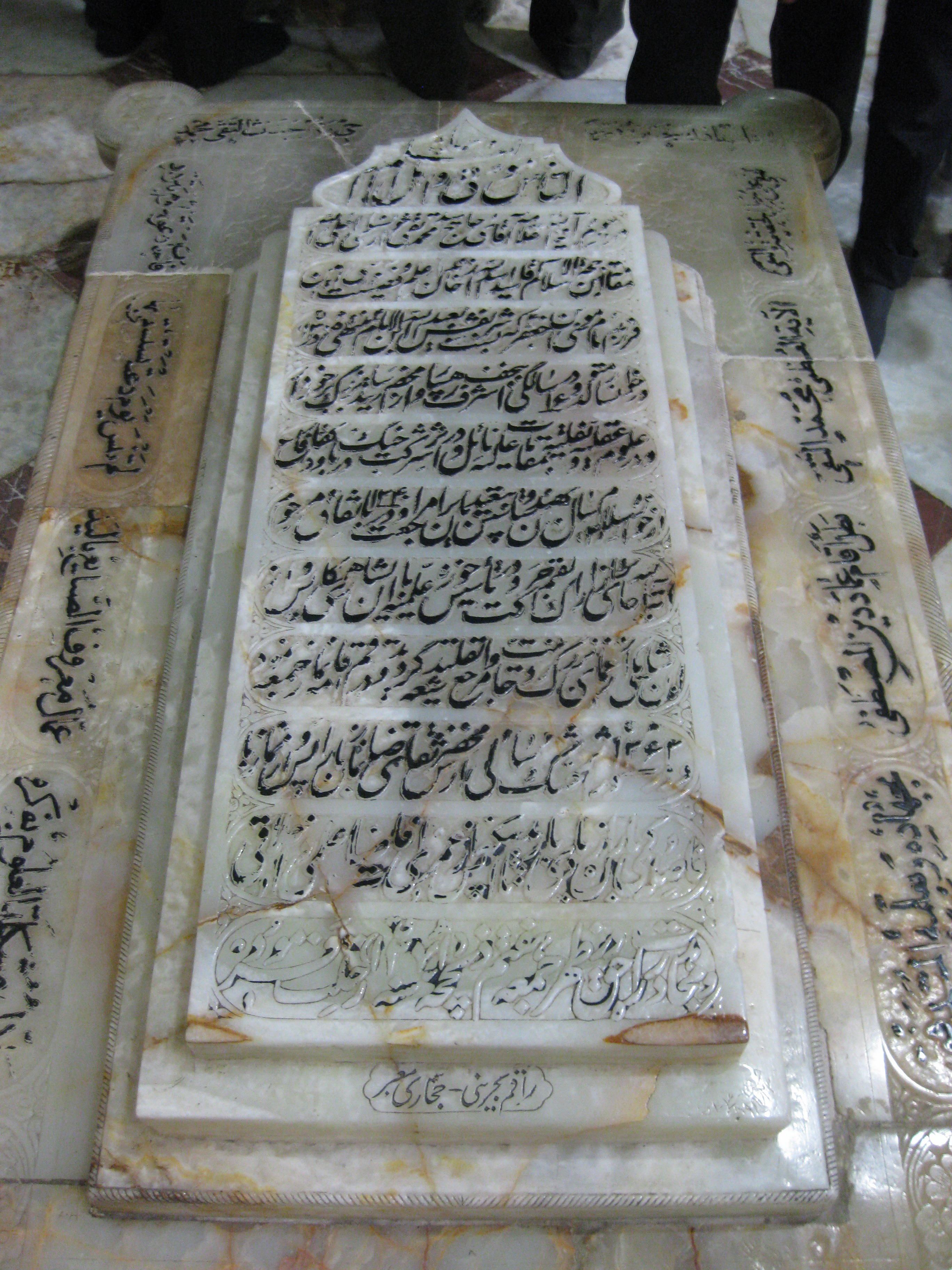
مزار خوانساری در قم

سال ۱۳۳۱ ش. علما و مردم شهر همدان که از حال نامساعد سید محمدتقی خوانساری با خبر بودند، از او خواستند تابستان را در هوای ییلاقی همدان سپری کند. با قبول این درخواست، ایشان با همراهانش محسن اراکی، آخوند ملاعلی همدانی، سید روح‌الله خمینی و فرزند بزرگشان سید محمدباقر و مجتبی عراقی راهی آنجا گردید.
در یکی از روزهایی که او برای برپایی نماز به مسجد می‌رفت، در بین راه دچار حمله قلبی گشت و سرانجام نزدیکی‌های ظهر هفتم ذیحجه ۱۳۳۱ شمسی فوت کرد. قبر او اینک در مسجد بالاسر حرم فاطمه معصومه در کنار ‍عبدالکریم حائری قرار دارد.

### رؤیای سید حسین بروجردی
سید حسین بروجردی در رؤیایی در همان شب‌های قبل از درگذشت سید محمدتقی خوانساری دیده بود که سید مرتضی علم الهدی درگذشته و او را به شهر قم می‌آورند.